# Sam Hall (Freestyle-Skier)
Sam Hall (* 28. Dezember 1988 in Mona Vale) ist ein ehemaliger australischer Freestyle-Skier. Er war auf die Disziplinen Moguls und Dual Moguls (Buckelpiste) spezialisiert.

## Werdegang
Hall nahm in den ersten Jahren seiner Karriere vorwiegend an den Australian New Zealand Cup sowie den Europacup teil und startete im Februar 2009 in Åre erstmals im Freestyle-Skiing-Weltcup, wobei er den 31. Platz im Dual Moguls sowie den 30. Platz im Moguls errang. Bei den Weltmeisterschaften 2009 in Inawashiro belegte er den 25. Platz im Moguls sowie den 13. Rang im Dual Moguls und bei den Weltmeisterschaften 2011 in Deer Valley den 20. Platz im Moguls sowie den 19. Rang im Dual Moguls. In der Saison 2012/13 erreichte er in Inawashiro mit dem achten Platz im Moguls seine einzige Top-Zehn-Platzierung im Weltcup und zum Saisonende mit dem 34. Platz im Moguls-Weltcup sein bestes Gesamtergebnis. Beim Saisonhöhepunkt, den Weltmeisterschaften 2013 in Voss, wurde er Elfter im Moguls und Sechster im Dual Moguls. In der folgenden Saison kam er auf den dritten Platz in der Moguls-Disziplinenwertung des Australian New Zealand Cups und bei den Olympischen Winterspielen 2014 in Sotschi auf den 24. Platz im Moguls. Zudem absolvierte er im Januar 2014 in Val St. Come seinen 27. und damit letzten Weltcup, welchen er auf dem 38. Platz im Moguls beendete.

## Erfolge

### Olympische Spiele
- 2014 Sotschi: 24. Platz Moguls

### Weltmeisterschaften
- 2009 Inawashiro: 13. Platz Dual Moguls, 25. Platz Moguls
- 2011 Deer Valley: 19. Platz Dual Moguls, 20. Platz Moguls
- 2013 Voss: 6. Platz Dual Moguls, 11. Platz Moguls

### Weltcupwertungen
| Saison  | Gesamt | Gesamt | Moguls | Moguls |
| Saison  | Platz  | Punkte | Platz  | Punkte |
| ------- | ------ | ------ | ------ | ------ |
| 2008/09 | 181.   | 1      | 48.    | 10     |
| 2009/10 | -      | -      | 62.    | 3      |
| 2010/11 | 172.   | 2      | 48.    | 17     |
| 2012/13 | 168.   | 5      | 34.    | 61     |
| 2013/14 | -      | -      | 57.    | 4      |

### Australian New Zealand Cup
- 5 Podestplätze, davon 1 Sieg
- Saison 2013/14: 3. Platz Moguls-Disziplinenwertung